# Schloss Treskow (Biedrusko)
Das Schloss Treskow (polnisch: Pałac w Biedrusku) ist ein eklektizistisches Schloss im Stil der Neorenaissance in Biedrusko, welches Ende des 19. Jahrhunderts von Albrecht von Treskow erbaut wurde. Es trug zwischen 1900 und 1918 vorübergehend den Namen Schloss Weissenburg.

## Geschichte
Das Gut Biedrusko war seit der Begründung des Adelsgeschlechts von Treskow durch Sigmund Otto Joseph von Treskow 1797 im Besitz der Familie. Dann wurde Otto von Treskow (1793–1855) Eigentümer. Ab 1855 ging die Begüterung an den damals noch minderjährigen Albrecht von Treskow (1845–1901), ff. Rittmeister a. D., welcher es mit angrenzenden Gütern von über 4.300 Hektar Land zusammenlegte. Allerdings veräußerte die Begüterungen um 1900, kurz vor seinem Tod, und zog mit seiner zweiten Ehefrau Martha Gundlach nach Wiesbaden.
1887 ließ Albrecht von Treskow das Schloss nach Plänen des Architekten Ludwig Huhn auf einem Hügel mit Blick auf die Warthe errichten. In dem rund 14 Hektar großen Schlosspark wurden großzügige Gartenanlagen mit Brunnen, einem Amphitheater, zwei Teichen und Gartenlauben angelegt. Seine Kinder Susanne, Albrecht, Joachim, Barbara und Ferdinand wuchsen auf dem Schloss auf. Die älteren Kinder Sigismund und Günter dagegen in Lopuchowo, dem Heimatort der ersten Ehefrau Katharina Luther.
Zu den berühmten Besuchern des Schlosses zählen Kaiser Wilhelm II., Ferdinand Foch, Feldmarschall von Frankreich, Großbritannien und Polen, sowie König Karl II. von Rumänien.

## Nutzung als Hotel
Seit 2009 wurde Biedrusko an einen privaten Investor verkauft und unter großem Aufwand zu einem Hotel mit Restaurant, Ballsaal und 40 Zimmern ausgebaut. Im Park finden sich auf einer Fläche von ca. 14 Hektaren ein Amphitheater, eine Gartenlaube, zwei Teiche und ein großer Brunnen.

## Persönlichkeiten
- Albrecht von Treskow (1845–1901), Gutsherr auf Biedrusko und Erbauer
- Barbara von Treskow (1895–1972), deutsche Journalistin und Frauenrechtlerin, auf dem Schloss geboren und aufgewachsen